# Arto Blomsten
Arto Blomsten (* 16. März 1965 in Vaasa, Finnland) ist ein ehemaliger schwedischer Eishockeyspieler, der in seiner aktiven Zeit von 1983 bis 2000 unter anderem für die Winnipeg Jets und Los Angeles Kings in der National Hockey League gespielt hat.

## Karriere
Arto Blomsten begann seine Karriere als Eishockeyspieler bei Djurgårdens IF, für dessen Profimannschaft er von 1983 bis 1993 in der Elitserien, der höchsten schwedischen Spielklasse, aktiv war. Mit Djurgården gewann er in den Spielzeiten 1988/89, 1989/90 und 1990/91 jeweils den schwedischen Meistertitel. Auf europäischer Ebene gewann er zudem mit seiner Mannschaft in den Jahren 1990 und 1991 jeweils den Eishockey-Europapokal. Zur Saison 1993/94 schloss sich der Verteidiger den Winnipeg Jets an, die ihn bereits im NHL Entry Draft 1986 in der zwölften Runde als insgesamt 239. Spieler ausgewählt hatten. Bei den Jets konnte er sich jedoch ebenso wenig in der National Hockey League durchsetzen wie anschließend bei deren Ligarivalen Los Angeles Kings. Stattdessen spielte er von 1993 bis 1996 überwiegend für deren Farmteams Moncton Hawks und Springfield Falcons aus der American Hockey League sowie Phoenix Roadrunners aus der International Hockey League. Zuletzt ließ der Linksschütze seine Karriere in der schwedischen Elitserien ausklingen, in der er jeweils zwei Jahre lang für den Västra Frölunda HC und den Västerås IK auflief, ehe er im Jahr 2000 seine Karriere im Alter von 35 Jahren beendete.

### International
Für Schweden nahm Blomsten an der U20-Junioren-Weltmeisterschaft 1985 teil. Zudem stand er im Aufgebot seines Landes bei den Weltmeisterschaften 1992 und 1993. Bei der WM 1992 gewann er mit seiner Mannschaft die Gold-, bei der WM 1993 die Silbermedaille.

## Erfolge und Auszeichnungen
- 1989 Schwedischer Meister mit Djurgårdens IF
- 1990 Schwedischer Meister mit Djurgårdens IF
- 1990 Eishockey-Europapokal mit Djurgårdens IF
- 1991 Schwedischer Meister mit Djurgårdens IF
- 1991 Eishockey-Europapokal mit Djurgårdens IF

### International
- 1992 Goldmedaille bei der Weltmeisterschaft
- 1993 Silbermedaille bei der Weltmeisterschaft